# بیردا
بیردا (انگلیسی: Breda) شرکت مهندسی ایتالیایی است، که در سال ۱۸۸۶ تأسیس شد.